# Thibaudylla thibaudi
Thibaudylla thibaudi är en urinsektsart som först beskrevs av Zaher Massoud 1965.  Thibaudylla thibaudi ingår i släktet Thibaudylla och familjen Hypogastruridae. Inga underarter finns listade i Catalogue of Life.